# Дом на дюнах (фильм)
«Дом на дюнах» — советский художественный фильм 1984 года, снятый режиссёром Дмитрием Салынским на Свердловской киностудии по заказу Гостелерадио СССР. Экранизация одноимённой повести Роберта Льюиса Стивенсона.

## Сюжет
Дом на дюнах, стоящий на краю болотистой пустоши, привлекает внимание людей, похожих на разбойников. Обитатели дома и его гости начинают жить как в осаде.

## В ролях
- Анжелика Неволина — Клара
- Николай Кочегаров — Роберт Норсмор
- Александр Рязанцев — Фрэнк Кессилис
- Эдуард Марцевич — Хэддлстон
- Михаил Янушкевич — Беппо
- Аркадий Шалолашвили — Антонио
- Валерий Смецкой — Марио
- Татьяна Кузнецова — Элис
- Игорь Ясулович — пастор

## Съёмочная группа
- Режиссер: Дмитрий Салынский
- Сценаристы: Дмитрий Салынский, Иван Седов
- Оператор: Владимир Макеранец
- Композитор: Виталий Гевиксман
- Художник: Анатолий Пичугин